# Héricourt-en-Caux
Héricourt-en-Caux ist eine französische Gemeinde mit 950 Einwohnern (Stand: 1. Januar 2022) im Département Seine-Maritime in der Region Normandie. Sie gehört zum Arrondissement Rouen und zum Kanton Yvetot. Die Bewohner werden Héricourtais und Héricourtaises genannt.

## Geographie

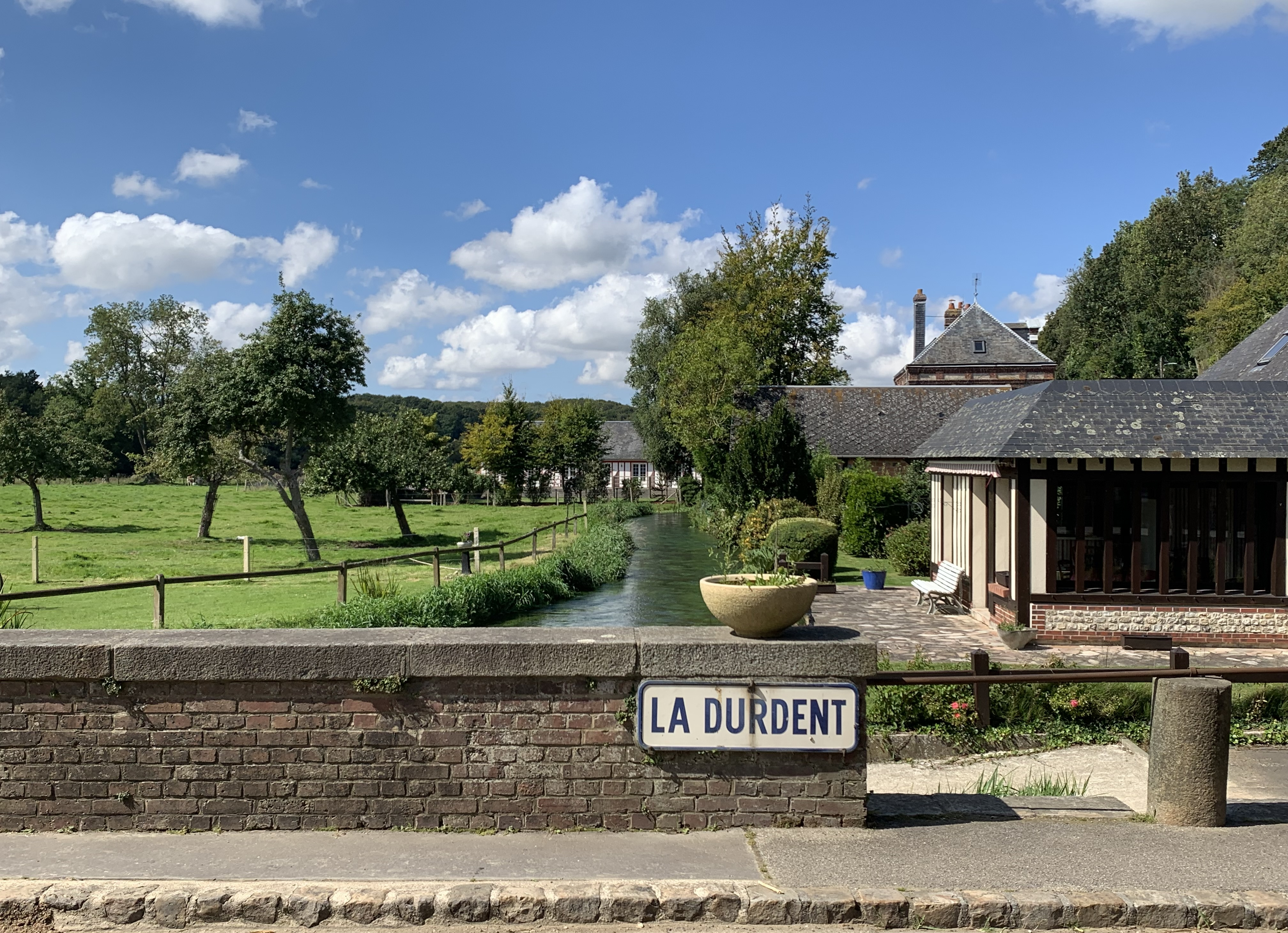
Die Durdent bei Héricourt-en-Caux

Héricourt-en-Caux liegt in der Landschaft Pays de Caux im Zentrum des Départements, etwa 40 Kilometer nordwestlich von Rouen. Der Ortskern befindet sich im Tal der Durdent, die unweit auf dem Gemeindegebiet entspringt, auf etwa 53 m Höhe. Das beiderseits des Flusses gelegene Plateau erreicht Höhen bis 142 m.
Umgeben wird Héricourt-en-Caux von den Nachbargemeinden Sommesnil im Norden und Nordwesten, Robertot im Norden, Carville-Pot-de-Fer im Norden und Nordosten, Anvéville im Osten, Hautot-Saint-Sulpice im Südosten, Rocquefort im Süden, Cliponville im Südwesten, Ancourteville-sur-Héricourt im Westen sowie Cleuville im Westen und Nordwesten.

## Bevölkerungsentwicklung
| Jahr                       | 1962 | 1968 | 1975 | 1982 | 1990 | 1999 | 2006 | 2013 | 2020 |
| Einwohner                  | 490  | 425  | 515  | 681  | 730  | 867  | 925  | 936  | 950  |
| Quellen: Cassini und INSEE |      |      |      |      |      |      |      |      |      |

## Sehenswürdigkeiten
- Die Kapelle Saint-Riquier ist im 18. Jahrhundert als Ersatz eines Vorgängerbaus aus dem 12. und 16. Jahrhundert errichtet worden. Sie ist seit 1934 als Monument historique eingeschrieben.
- Das im 16. Jahrhundert erbaute Schloss Le Boscol wurde zu Beginn des 17. Jahrhunderts von der Familie Normanville und im 18. Jahrhundert von Charlotte Desmares de Bellefosse und Charles Hébert de Beauvoir erweitert. Im 19. Jahrhundert wurde es restauriert und sein Park mit Buchenreihen bepflanzt. Es ist in Teilen seit 1981 als Monument historique eingeschrieben.
- Kirche Saint-Denis aus dem 19. Jahrhundert mit Taufbecken aus dem 13. Jahrhundert
- Wassermühle
- Reste einer Turmhügelburg

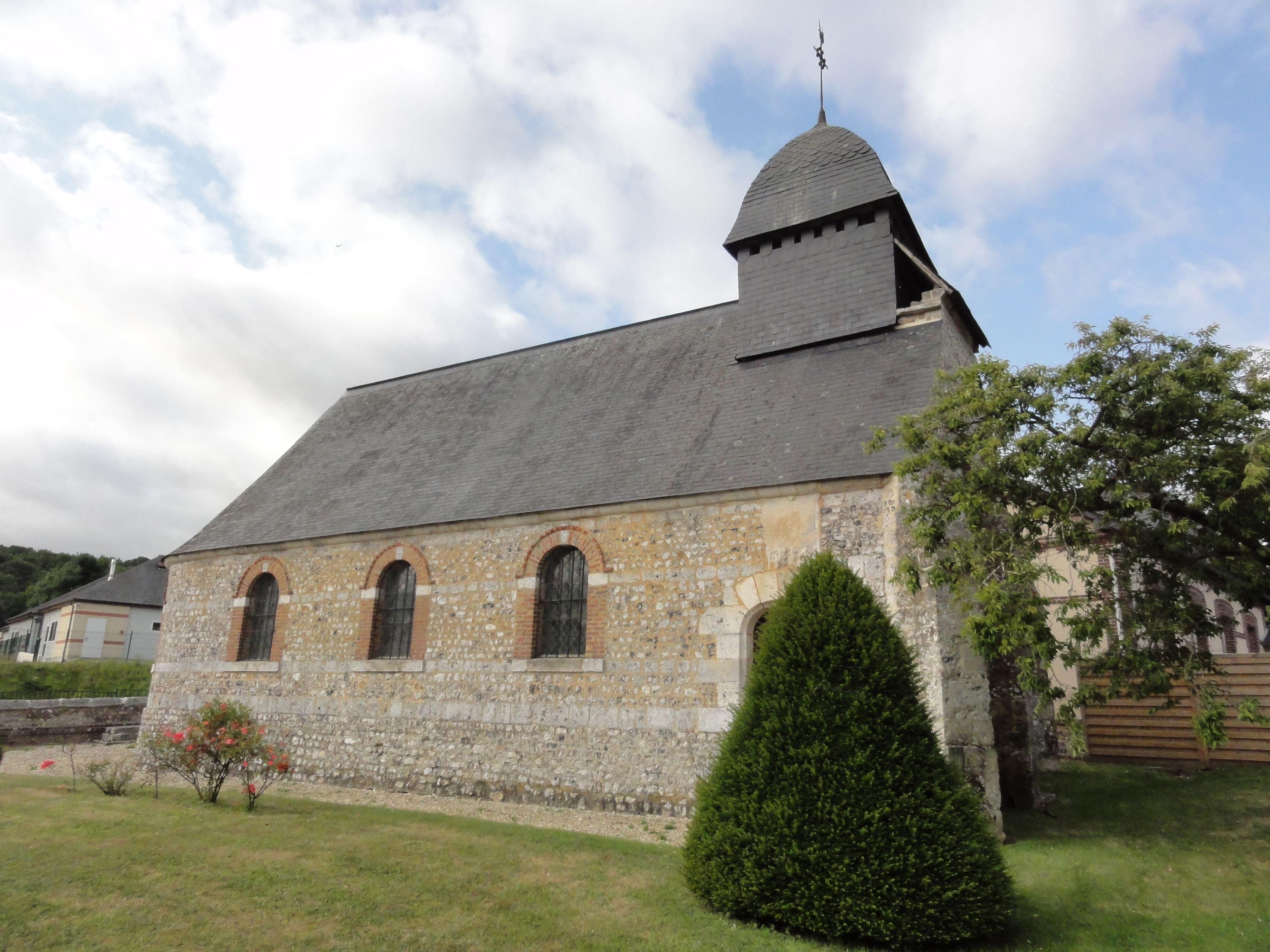
Kapelle Saint-Riquier
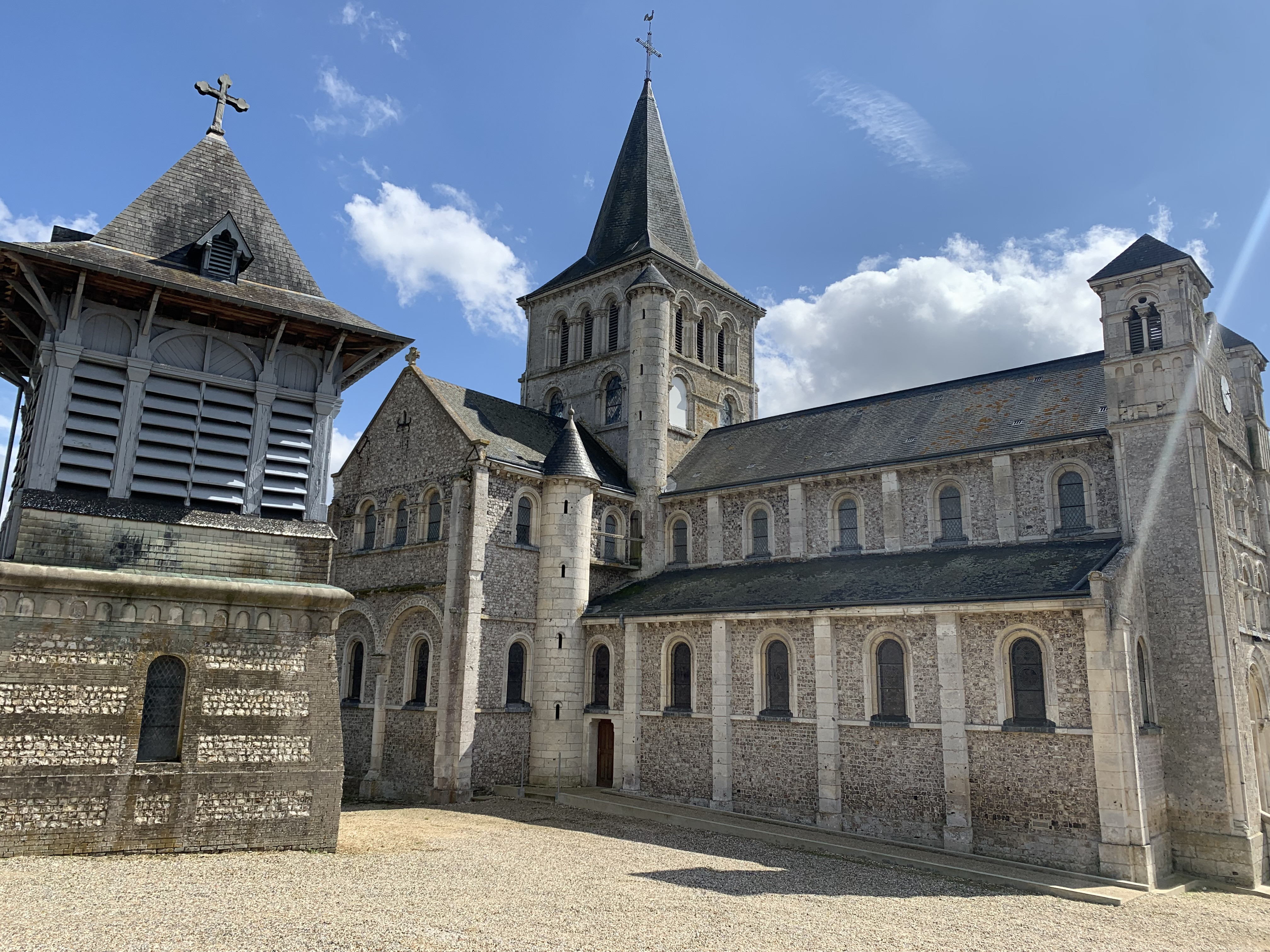
Kirche Saint-Denis
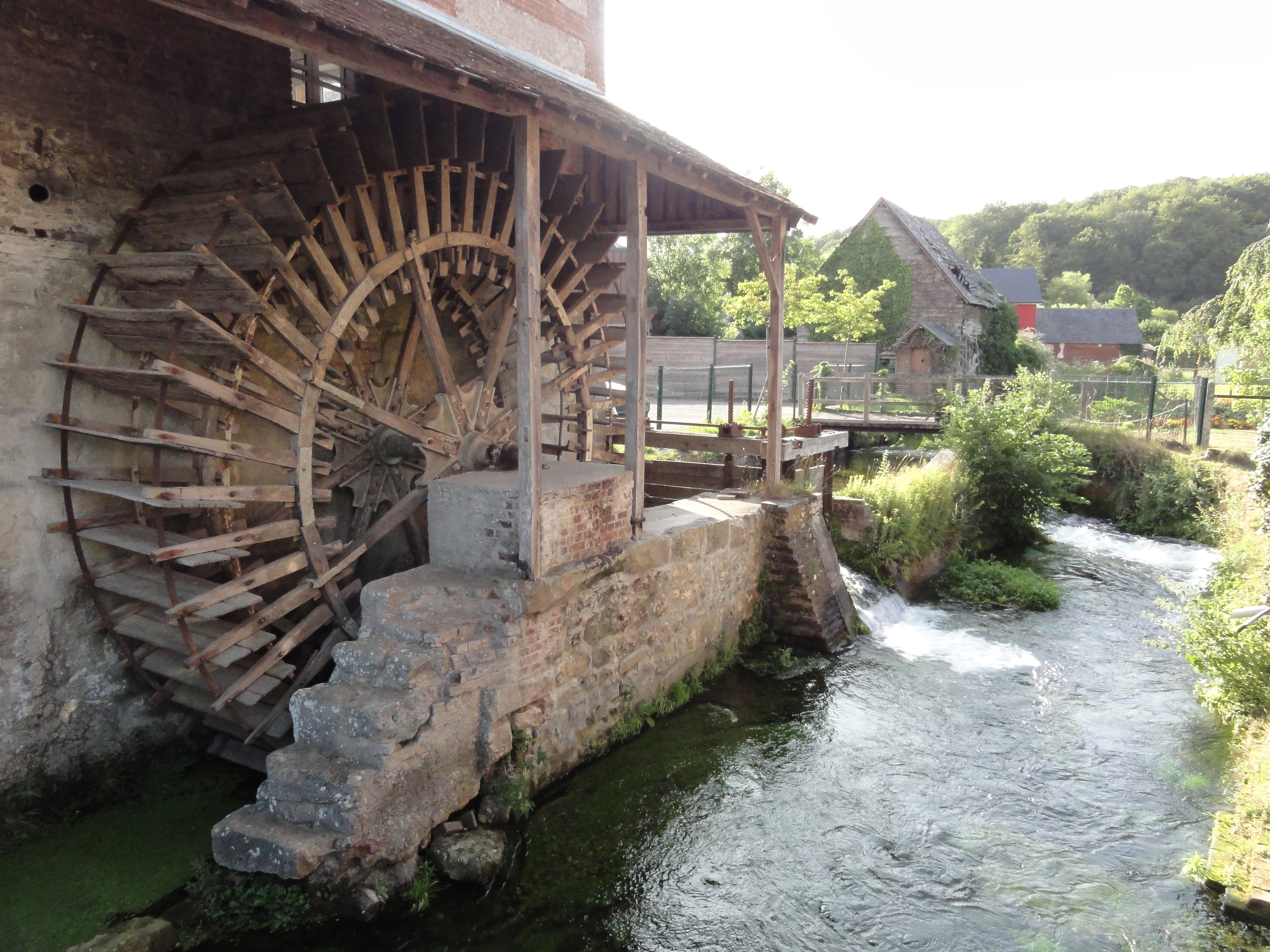
Wassermühle an der Durdent

## Persönlichkeiten
- Alfred Gauvin (1836–1892), französischer Bildhauer und Medailleur, geboren in Héricourt-en-Caux